# Auletta
Auletta es una banda de indie rock, formada en Maguncia, Alemania en el 2005. La banda lleva el nombre de la ciudad Auletta en Italia, que se cruzaron en el verano del 2006 durante unas vacaciones conjuntas.

## Historia
La banda fue fundada en 2005. Sin embargo, no comenzó hasta después del regreso de Alexander y Martin en el extranjero en Inglaterra y España, durante una pausa en 2006, un trabajo serio como banda. En 2007, fueron realizados, entre otras cosas, con Art Brut y Kilian. En Emergenza en 2007, La Central de final. Ese mismo año también ganó el Buster Rock. A finales de 2008 se firmó un contrato de grabación con EMI. Posteriormente apareció el 26 de junio de 2009 su primer disco, Pöbelei & Poesie. Su canción "Meine Stadt" está incluida en el juego FIFA 10.

## Discografía
- Heimatmelodien EP (2007)
- Pöbelei & Poesie (2009)

- Datos: Q555302